# Baranyi-évek (2008–2017)
A Baranyi-évek (2008–2017) a P. Mobil együttes 2017-ben megjelent háromlemezes koncertalbuma. A lemezhez tartozik egy 24 oldalas fényképválogatásos booklet. Az album a P. Mobilnak azt a korszakát dolgozza fel, amikor Baranyi László volt az énekes.

## A lemezről
Három lemeze közül az első kettőre a 2012-ben kiadott Miskolci kocsonya első két lemeze került fel, a harmadik, "Móóóóbil!" címűre pedig különféle koncertfelvételek kerültek fel. Ezek között két új szám, a "Ne féljetek, nem megyünk haza", és a "Fellegajtó nyitogató" található meg.

## Tracklista

### CD1: Miskolci kocsonya 1.
1. Élsz-e még? (2010)
2. Rocktóber (2011)
3. A csitári hegyek alatt (2011)
4. Menj tovább (2011)
5. A Főnix éjszakája (2010)
6. Gyöngyök és disznók (2011)
7. Fegyvert veszek (2010)
8. Miskolc (2011)
9. A két legnehezebb szó (2010)
10. Istennel szemben (2011)
11. Nagyon fáj (2011)
12. Keresztfa (2011)
13. Varjúdal (2012)
14. Metálmánia (2010)
15. Ötvenéves férfi (2011)

### CD2: Miskolci kocsonya 2.
1. Mobilizmo (2011)
2. A zöld, a bíbor, és a fekete (2011)
3. Újrakezdeném (2011)
4. A zenekar játszott (2011)
5. A király (2010)
6. Ne állj mögém (2012)
7. Benzinkút (2012)
8. Asszonyt akarok (2011)
9. Egészség és térerő (2011)
10. Kétforintos dal (2011)
11. Utolsó cigaretta (2011)
12. Kopaszkutya (2011)
13. Örökmozgó (2011)
14. Embered voltam (2011)

### CD3: Móóóóbil!
1. Hol voltál King Kong?
2. Ne játszd újra Sam!
3. Az ördög tudja
4. Adj király katonát
5. Vírus leszek
6. Farkasok völgye Kárpát medence
7. Kiveszőben vagyok
8. Babba Mária
9. Ne féljetek, nem megyünk haza
10. Tudom, hogy ki vagyok
11. Börtönbolygó
12. Nyomjad Papa!
13. Ez az élet, Babolcsai néni!
14. Móóóbil
15. Lámpagyár
16. Kétforintos dal
17. Fellegajtó nyitogató